# تپه ده‌مویز
تپه ده مویز مربوط به دوره سلجوقیان است و در شهرستان شهریار، بخش مرکزی، محله ده مویز واقع شده و این اثر در تاریخ ۱ مهر ۱۳۸۲ با شمارهٔ ثبت ۱۰۳۰۶ به‌عنوان یکی از آثار ملی ایران به ثبت رسیده است.